# 20.ª Brigada Mixta (Ejército Popular de la República)
La 20.ª Brigada Mixta fue una unidad del Ejército Popular de la República creada durante la Guerra Civil Española. La brigada estuvo desplegada en los frentes de Córdoba y Extremadura. Estuvo agregada a la 37.ª División.

## Historial
La unidad fue creada en noviembre de 1936 en Murcia, a partir de reclutas. Para la jefatura de la unidad fue nombrado el capitán de infantería Justo López Mejías, con el comunista Eusebio Carrascosa Olivares y con el capitán de infantería Luis Cemuda Campillo como jefe de Estado Mayor. La 20.ª Brigada mixta permaneció en fase de formación hasta el mes de diciembre, momento en que fue enviada al frente de Córdoba —donde quedó adscrita a la Agrupación Tajo-Extremadura—. El 8 de enero de 1937 relevó a la 3.ª Brigada mixta en primera línea de frente, en las posiciones de Los Villares y el Cortijo de los Madroños. El 22 de enero y el 4 de febrero intentó reconquistar la localidad de Lopera, si bien ambos ataques terminarn en fracaso.
Posteriormente se trasladaría al sector de Córdoba, interviniendo en la batalla de Pozoblanco. El 8 de marzo atacó desde Hinojosa del Duque a las fuerzas del general Queipo de Llano que avanzaban sobre Pozoblanco; cinco días después atacó desde Alcaracejos, junto con la 25.ª Brigada, y logró ocupar Villanueva del Duque. En conjunto, la ofensiva franquista acabó fracasando. Sin embargo, durante estas operaciones la 20.ª BM sufrió un enorme qubranto; como consecuencia, el mando republicano decidió relevar del frente a la unidad por la 52.ª Brigada Mixta. La 20.ª BM fue reorganizada y refundada, utilizándose de hecho algunos de sus efectivos para la creación de la 91.ª Brigada Mixta.
En la primavera de 1937 la 20.ª BM pasó a quedar agregada a la 37.ª División, quedando a cargo del sector de Castuera. En el Plan «P», que pretendía lanzar una ofensiva en Extremadura que cortase en dos la zona franquista, estaba prevista la participación de la 20.ª BM —que debía quedar a cargo de defender el frente pasivo—. La operación, sin embargo, nunca tuvo lugar. En julio la 20.ª BM intervino en una pequeña acción ofensiva sobre las sierras de Morra de Vivancos, Perolito y Suárez, que sin embargo terminaría fracasando. Ello motivó que la 109.ª Brigada mixta tuviese que acudir al sector de la 20.ª BM para apuntalar las posiciones republicanas. El 25 de agosto perdió la cabeza de puente de Medellín tras una ofensiva franquista que perseguía rectificar la línea del frente. Tras esto, no volvería a tomar parte en operaciones militares de relevancia.
En julio de 1938, tras el comienzo de la ofensiva franquista en Extremadura, la 20.ª BM se encontraba situada en vanguardia en la zona de Guareña; no pasó mucho tiempo hasta que la unidad se vio en peligro de quedar cercada, por lo que se retiraría a La Coronada, población desde la cual intentaría recapturar Castuera, el día 23 de julio. Ante una nueva posibilidad de quedar cercada, el comandante del Ejército de Extremadura —coronel Ricardo Burillo— prohibió la retirada a la 20.ª Brigada Mixta. Al día siguiente la unidad quedó efectivamente cercada junto a la 91.ª Brigada Mixta. El 25 de julio se autorizó al jefe del VII Cuerpo de Ejército para que la brigada pudiera replegarse hacia el río Zújar, pero la autorización llegó demasiado tarde. Del cerco franquista solo pudieron escapar los batallones 77.º y 79.º, que conseguirían llegar a la Puebla de Alcocer no sin dificultades. La unidad sufrió importantes bajas, entre las cuales estaba el nuevo jefe de la brigada, el mayor de milicias Eduardo Robledo González. 
La 20.ª BM quedó situada frente a Castuera y sería sometida a una reorganización. Hasta el final de la contienda no tomó parte en otras acciones militares.

## Mandos
Comandantes
- Capitán de infantería Justo López Mejías;
- Comandante de Infantería Luis Espinosa Briones;
- Coronel Juan Bautista Gómez Ortiz;
- Mayor de milicias Eduardo Robledo González;
- Mayor de milicias Gabriel Pareja Núñez;

Comisarios
- Eusebio Carrascosa Olivares, del PCE;[9]

Jefes de Estado Mayor
- capitán de infantería Luis Cemuda Campillo;
- comandante de infantería Luis Espinosa Briones;